# Irena Hejducka
Irena Hejducka-Kuźmicka (ur. 11 sierpnia 1929 w Katowicach, zm. 14 lipca 2008 tamże) – polska lekkoatletka, sprinterka, mistrzyni Polski, uczestniczka mistrzostw Europy.

## Życiorys
Zawodniczka Pogoni Katowice i AKS Chorzów. Uczestniczka mistrzostw Europy w Oslo (1946). W sztafecie 4 x 100 metrów zajęła 6 miejsce, w biegu indywidualnym na 100 m odpadła w eliminacjach z czasem 13,2.
Była pięciokrotną mistrzynią Polski:
- w biegu na 60 m w 1948 w barwach Pogoni Katowice z wynikiem 7,9[3]
- w sztafecie 4 x 100 m w 1948 w barwach Pogoni Katowice z wynikiem 54,0[4]
- w sztafecie 4 x 200 m w 1948 w barwach Pogoni Katowice z wynikiem 1.56,3[4]
- w biegu na 60 m w 1950 w barwach AKS (wówczas Budowlani) Chorzów z wynikiem 8,0[3]
- w sztafecie 4 x 100 m w 1950 w barwach AKS (wówczas Budowlani) Chorzów z wynikiem 50,0[5]

Zdobyła także trzy tytuły halowej mistrzyni Polski:
- w biegu na 60 m w 1947 w barwach Pogoni Katowice z wynikiem 8,1 (halowy rekord Polski)[6]
- w biegu na 80 m w 1951 w barwach AKS (wówczas Budowlani) Chorzów z wynikiem 10,6[7]
- w sztafecie 4 x 100 m w 1951 w barwach AKS (wówczas Budowlani) Chorzów z wynikiem 59,2[7]

Wystąpiła w sześciu meczach międzypaństwowych w latach 1947-1951, odnosząc jedno zwycięstwo indywidualne w biegu na 100 m (w 1947 z Czechosłowacją) oraz trzy zwycięstwa w sztafecie 4 x 100 m.
Rekordy życiowe
- 60 m - 7,7 (30.06.1951 - 10. wynik w 1951)[9]
- 100 m – 12,3 (09.08.1951)
- 200 m – 28,4 (15.06.1947)
- skok w dal – 5,52 (01.07.1951)[10]

Żona lekkoatlety Wacława Kuźmickiego, którego poznała w 1946, a poślubiła w 1948. Zakwalifikowana do reprezentacji na Letnie Igrzyska Olimpijskie w Helsinkach (1952), zrezygnowała ze startu, wobec niepowołania do drużyny jej męża. Zakończyła w tym samym roku karierę sportową Następnie była trenerką lekkoatletyki w klubach katowickich.